# Ilam, Staffordshire
Ilam är en ort och civil parish i Storbritannien.   Den ligger i grevskapet Staffordshire och riksdelen England, i den södra delen av landet, 200 km nordväst om huvudstaden London. Ilam ligger 141 meter över havet och antalet invånare är 126.
Terrängen runt Ilam är platt norrut, men söderut är den kuperad. Ilam ligger nere i en dal. Runt Ilam är det ganska tätbefolkat, med 86 invånare per kvadratkilometer. Närmaste större samhälle är Leek, 15,8 km väster om Ilam. Trakten runt Ilam består i huvudsak av gräsmarker.